# Luque (Hiszpania)
Luque – gmina w Hiszpanii, w prowincji Kordoba, w Andaluzji, o powierzchni 140,76 km². W 2011 roku gmina liczyła 3309 mieszkańców.